# Paraplugesprek
Bij een paraplugesprek melden ouders hun partnerscheiding aan hun kinderen. Het begrip is afkomstig van Peter Hoefnagels.
Een paraplugesprek vindt meestal plaats binnen scheidingsbemiddeling. Een bemiddelaar (mediator) zorgt voor een zo goed mogelijke echtscheiding en bereidt de beide ouders voor op het gesprek dat ze met hun kinderen gaan voeren over de echtscheiding en toekomstige relatie. Er is hierbinnen speciaal ruimte gemaakt door de bemiddelaar om kinderen de echtscheiding van hun ouders door te laten maken. Het paraplugesprek is van belang voor kinderen omdat de relatie met hun ouders verandert na de echtscheiding. In het paraplugesprek vertellen beide ouders dat de kinderen goed contact met de andere ouder houdt. Ook geven beide ouders aan in welke mate ze beschikbaar zijn voor de kinderen. Kinderen krijgen in het paraplugesprek ruimte te reageren zowel emotioneel als praktisch. In Nederland heeft iedere ouder van een kind recht op een relatie met hun kind, aldus het Europees Verdrag voor de Rechten van de Mens (artikel 8) en het Burgerlijk Wetboek (Boek 1). Bij scheiding hebben ouders, dus ook degenen die niet gehuwd waren, recht op voortzetting van de relatie met hun kinderen.